# 東北おむすび隊
東北おむすび隊（とうほくおむすびたい）は、南東北の第二地方銀行4行であるきらやか銀行・仙台銀行・福島銀行・大東銀行との間のATM・CD利用手数料無料提携サービスのことである。

## 対象金融機関
- きらやか銀行
- 仙台銀行
- 福島銀行
- 大東銀行

## 対象ATM
- 上記対象金融機関が単独で設置しているATM
- 共同ATMの内、上記対象金融機関の何れかが幹事となるATM

なお、上記対象金融機関同士での共同ATMも存在する。

## 対象外ATM
以下のATMは本サービスの対象外となり、下記該当金融機関以外は通常の他行（MICS）利用手数料がかかるので注意が必要である。
- 共同ATMのうち、上記対象金融機関以外が幹事となるATM。以下に例示する。
  - 荘内銀行幹事できらやか銀行との共同ATM
  - 山形銀行幹事できらやか銀行との共同ATM
  - 東邦銀行幹事で福島銀行または大東銀行との共同ATM

など。

## 沿革
- 2002年（平成14年）3月12日 - サービス開始。
- 2007年（平成19年）
  - 5月6日 - 仙台銀行の入金ネット加盟に伴い、大東銀行との間でATMでの相互入金が時間内（平日 8:45 - 18:00）無料で提供される（時間外は他行から徴集する手数料からは値引となるが、108円となる。）。
  - 5月7日 - 加盟行の殖産銀行が山形しあわせ銀行と合併し、きらやか銀行に改称。加盟行は4行となる。